# 1103
Năm 1103 là một năm trong lịch Julius.